# Voluta (art)
|  | Per a altres significats, vegeu «Volutes (família)». |

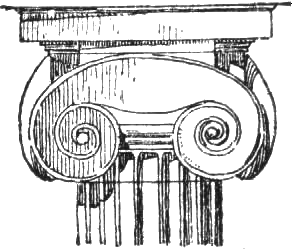
Dibuix d'un capitell jònic arcaic amb dues volutes

La voluta és un ornament en espiral propi de les columnes de l'ordre jònic que parteix del capitell i s'enrotlla sobre si mateix amb dues voltes com a mínim. L'ornament ha passat posteriorment a altres estils arquitectònics que imiten els models grecs i fins i tot altres àmbits com el fust dels instruments musicals.
Es feia servir molt en temples grecs